# Système d'unités naturelles
 (août 2013).
 (août 2013).
 (décembre 2010).
En physique, un système d'unités naturelles, noté SUN, est un système d'unités fondé uniquement sur des constantes physiques universelles. Par exemple, la charge élémentaire {\displaystyle e} est une unité naturelle de charge électrique, et la vitesse de la lumière {\displaystyle c} est une unité naturelle de vitesse. Un système d'unités purement naturel a toutes ses unités définies de cette façon, ce qui implique que la valeur numérique des constantes physiques sélectionnées, exprimées dans ces unités, vaut exactement 1. Ces constantes sont par conséquent omises des expressions mathématiques des lois physiques, ce qui simplifie ces expressions mathématiques. Il peut en résulter une perte de clarté, mais les expressions originelles peuvent être rétablies par application de l'analyse dimensionnelle.
Les trois unités de base d'un système naturel peuvent être notamment :
- {\displaystyle c} : la vitesse de la lumière[1], pour la valeur de la vitesse ;
- {\displaystyle \hbar } : la constante de Planck réduite[2], pour l'action ;
- {\displaystyle m_{e}} : la masse de l'électron, pour la masse[3].

## Système d'unités atomiques
Le système d'unités atomiques est couramment utilisé par les physiciens-chimistes. Le système d'unités atomiques distingue deux approches principales : le système de Bohr et celui de Schrödinger. Cette distinction illustre clairement l'apport de l'analyse dimensionnelle dans le domaine de la physique.

## Applications

### Bombe atomique
L'exemple classique est celui de Taylor sur la bombe atomique. L'armée américaine ayant déclassé en 1950 les photographies de la boule de feu d'Hiroshima (6 août 1945), Taylor constata que le rayon de la boule ne croissait pas linéairement avec le temps, mais plutôt comme {\displaystyle t^{2/5}}. Soit {\displaystyle E_{0}} l'énergie de la boule de feu et {\displaystyle \rho } la masse volumique de l'air. Puisque l'énergie de la boule de feu provient essentiellement du mouvement des gaz chauds déplacés, cette énergie peut être écrite comme suit :
{\displaystyle E_{0}\simeq {\dfrac {1}{2}}mv^{2}\sim (\rho r^{3})\left({\dfrac {r}{t}}\right)^{2}}, soit : {\displaystyle r\sim t^{2/5}\left({\dfrac {E_{0}}{\rho }}\right)^{1/5}}.
À partir des photographies, Taylor obtint la valeur de {\displaystyle E_{0}}, en utilisant la règle de Wheeler. Les raisonnements par analyse dimensionnelle nécessitent donc d'isoler au préalable les grandeurs et relations physiques décrivant le système étudié.

### Turbulence
Les raisonnements par analyse dimensionnelle sont également très utiles dans l'étude de la turbulence. Considérons la relation de dispersion pour des ondes de surface dans le régime de gravité : {\displaystyle \omega ^{2}=gk}. Raisonner par analyse dimensionnelle indique alors que la densité spectrale de puissance sera telle que {\displaystyle S_{grav}\sim \rho ^{-1/3}g\epsilon ^{1/3}\omega ^{-4}}, ce qui est mesurable expérimentalement. En revanche, si les ondes de surface considérées sont des ondes capillaires (en), alors la relation de dispersion devient {\displaystyle \omega ^{2}={\dfrac {\gamma }{\rho }}k^{3}}. La densité spectrale de puissance devient alors {\displaystyle S_{cap}\sim \rho ^{-2/3}\gamma ^{1/6}\epsilon ^{1/2}\omega ^{-17/6}}, à nouveau vérifié expérimentalement. Cet exemple met en exergue qu'un raisonnement par analyse dimensionnelle ne dispense pas d'isoler la physique du problème considéré, sous peine d'obtenir des résultats incohérents.